# Megan Bankes
Megan Bankes (ur. 22 sierpnia 1997 w Calgary) – kanadyjska biathlonistka.
Po raz pierwszy na arenie międzynarodowej pojawiła się w 2015 roku, kiedy wystąpiła na mistrzostwach świata juniorów w Mińsku. Była tam między innymi szesnasta w sztafecie.
W Pucharze Świata zadebiutowała 10 marca 2017 roku w Kontiolahti, zajmując 78. miejsce w sprincie. Pierwsze pucharowe punkty zdobyła 24 stycznia 2019 roku w Antholz-Anterselva w sprincie zajmując 26. miejsce.

## Osiągnięcia

### Zimowe igrzyska Olimpijskie
| Rok  | Miejscowość | Konkurencje | Konkurencje | Konkurencje | Konkurencje | Konkurencje | Konkurencje | Konkurencje |
| Rok  | Miejscowość | IN          | SP          | PU          | MS          | RL          | MR          | SR          |
| ---- | ----------- | ----------- | ----------- | ----------- | ----------- | ----------- | ----------- | ----------- |
| 2022 | Pekin       | 33.         | 77.         | –           | –           | 10.         | –           | nd.         |

### Mistrzostwa Świata
| Rok  | Miejscowość | Konkurencje | Konkurencje | Konkurencje | Konkurencje | Konkurencje | Konkurencje | Konkurencje |
| Rok  | Miejscowość | IN          | SP          | PU          | MS          | RL          | MR          | SR          |
| ---- | ----------- | ----------- | ----------- | ----------- | ----------- | ----------- | ----------- | ----------- |
| 2019 | Östersund   | 75.         | 58.         | dnf.        | –           | 14.         | –           | –           |
| 2020 | Anterselva  | 87.         | 61.         | –           | –           | 9.          | –           | –           |
| 2021 | Pokljuka    | 88.         | 35.         | 46.         | –           | 16.         | –           | –           |

### Mistrzostwa świata juniorów
| Rok  | Miejscowość | Konkurencje | Konkurencje | Konkurencje | Konkurencje | Konkurencje | Konkurencje | Konkurencje |
| Rok  | Miejscowość | IN          | SP          | PU          | MS          | RL          | MR          | SR          |
| ---- | ----------- | ----------- | ----------- | ----------- | ----------- | ----------- | ----------- | ----------- |
| 2015 | Mińsk       | nd.         | nd.         | nd.         | nd.         | 16.         | nd.         | nd.         |
| 2017 | Osrblie     | 1.          | 13.         | 16.         | nd.         | 14.         | nd.         | nd.         |
| 2018 | Otepää      | 9.          | 9.          | 8.          | nd.         | 9.          | nd.         | nd.         |

### Puchar Świata

#### Miejsca w klasyfikacji generalnej
| Sezon     | Miejsce |
| --------- | ------- |
| 2016/2017 | -       |
| 2017/2018 | -       |
| 2018/2019 | 80.     |
| 2019/2020 | 87.     |
| 2020/2021 | 78.     |
| 2021/2022 | 98.     |

#### Miejsca na podium w zawodach indywidualnych Pucharu Świata chronologicznie
Dotychczas zawodniczka nie stała na podium.